# Waldemar Klein

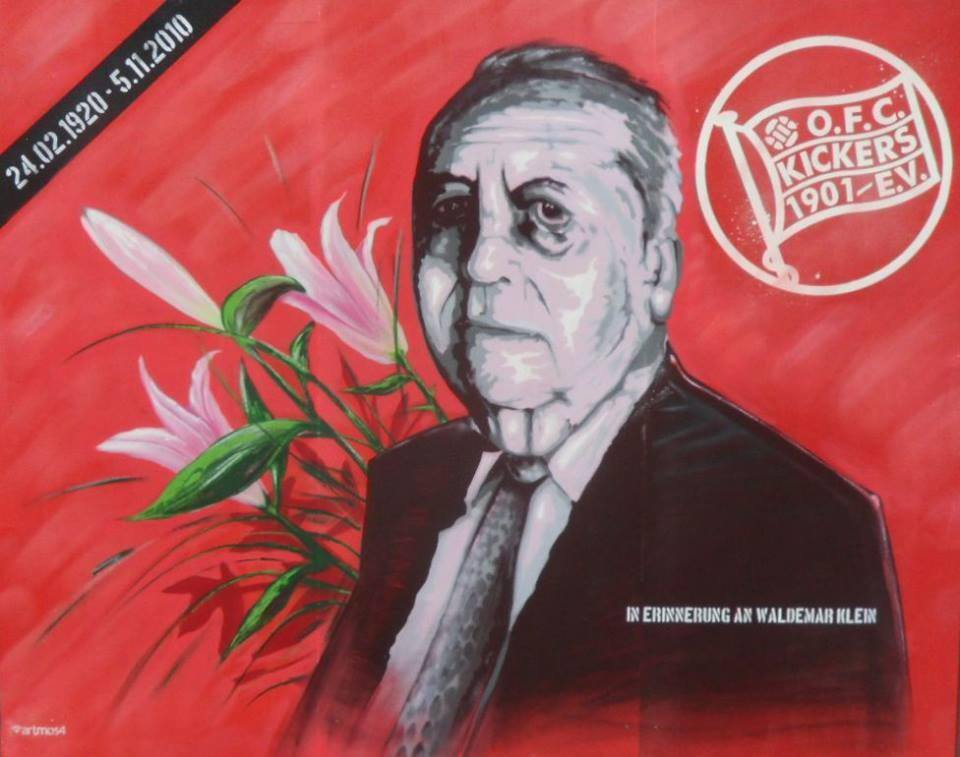
Graffito zu Ehren Waldemar Kleins

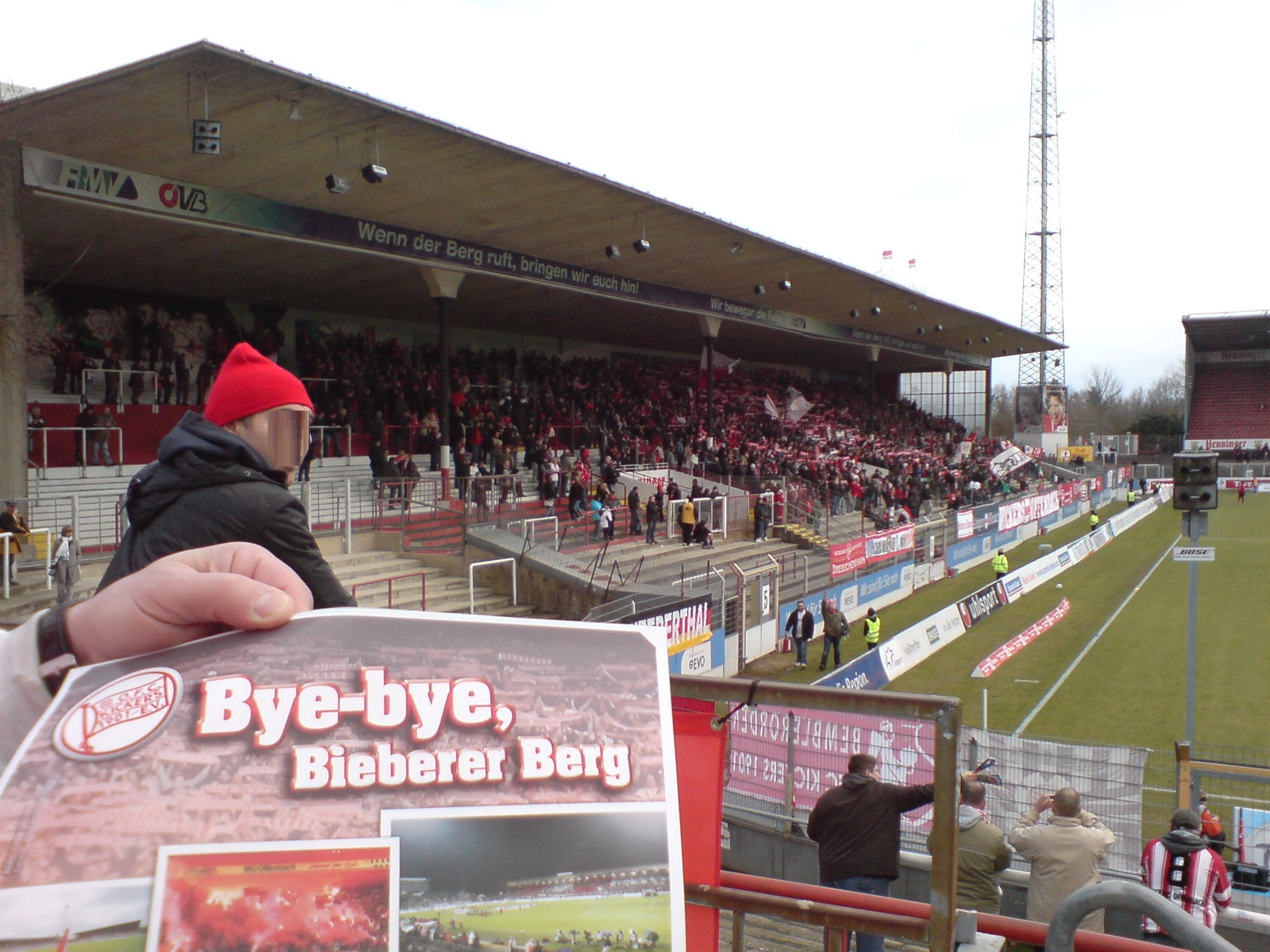
Waldemar-Klein-Tribüne am 5. Februar 2011, kurz vor Anpfiff des letzten Heimspiels im alten Stadion am Bieberer Berg vor Beginn der Abrissarbeiten; im Vordergrund die Stadionzeitung dieses Spieltags.

Waldemar Theodor Klein (* 24. Februar 1920 in Klein-Auheim; † 5. November 2010 in Offenbach am Main) war ein deutscher Unternehmer und Fußballfunktionär. Er war Ehrenpräsident des Fußballvereins Kickers Offenbach.

## Leben
Als gelernter Steindrucker gründete er 1965 seine eigene Firma, einen Großhandel für die graphische Industrie. Seit 1979 war er in zweiter Ehe mit Gattin Barbara verheiratet. 1954 trat Klein als Mitglied den Offenbacher Kickers bei. Über die Stationen Verwaltungsrat und Vizepräsident wurde er von 1976 bis 1980 zum Präsidenten des Vereins gewählt, obwohl er wusste, dass den OFC Schulden in Millionenhöhe drückten. 1984, als die Kickers zum vierten Mal aus der Ersten Bundesliga abstiegen und der Verein von schweren Krisen geschüttelt wurde, war er ein weiteres Mal bis Januar 1987 Präsident. Im folgenden Jahr wurde Klein zum OFC-Ehrenpräsidenten ernannt. 2001 wurde die Stehtribüne des Stadions am Bieberer Berg in „Waldemar-Klein-Tribüne“ umbenannt.
Klein war an Entdeckung und Förderung von Spielern wie Rudi Völler, Dieter Müller, Uwe Bein und Rudi Bommer beteiligt. So sagte Rudi Völler anlässlich der Einweihung der Waldemar-Klein-Tribüne: „Ich habe von Waldemar viel gelernt, hauptsächlich das Betragen außerhalb des Stadions.“ Im Jahr 2004 wurde ihm wegen seines Engagements für krebskranke Kinder und behinderte Menschen das Bundesverdienstkreuz 1. Klasse verliehen. Am 31. August 2008 erhielt er den Hessischen Verdienstorden.
Am 19. Juni 2009 erlitt Klein bei einer Rede einen Herzinfarkt und musste vom Notarzt reanimiert werden. Er starb am 5. November 2010 in einer Klinik in Offenbach am Main.
Der im Zuge der Bauarbeiten neu entstandene Vorplatz vor dem Stadion am Bieberer Berg wurde am 16. März 2012 von Oberbürgermeister Horst Schneider Waldemar-Klein-Platz getauft.